# Grb Niuea
Grb Niuea službeni je grb Niuea koji se koristi od rujna 2021.